# A Woman's Gotta Do What a Woman's Gotta Do
A Woman's Gotta Do What a Woman's Gotta Do är ett konceptalbum – och en scenshow – av Lena Philipsson utgivet den 1 april 1991. Albumet placerade sig som högst på 7:e plats på den svenska albumlistan och sålde guld (över 50 000 sålda exemplar).
Albumet är baserat på en scenshow med samma titel med premiär på Hamburger Börs 1990 i regi och koreografi av Hans Marklund och även inspelad av TV 4. Lena Philipsson spelade huvudrollen som den James Bond-parodierande "Agent 006" och har skrivit alla sångerna på albumet, förutom "The Trap", "Hard to Be a Lover", "A Woman's Gotta Do What a Woman's Gotta Do", "The Preacher" och "The Escape", som är samskrivna med Torgny Söderberg.

## Låtlista
1. "Intro" - 0:47
2. "006" - 4:22
3. "Macho Male" - 3:43
4. "The Trap" - 3:43
5. "The Murder" - 3:44
6. "Only an Angel Can Lie" - 4:24
7. "Flesh and Blood" - 4:27
8. "Baby Be Mine" - 5:07 (duett med Nils Landgren)
9. "Hard to Be a Lover" - 4:19
10. "A Woman's Gotta Do What a Woman's Gotta Do" - 4:02
11. "Story" - 0:35
12. "The Preacher" - 3:44
13. "The Escape" - 3:55
14. "Are You in or Are You Out" - 4:32
15. "New World" - 3:44

## Listplaceringar
| Lista (1991) | Topplacering |
| ------------ | ------------ |
| Sverige      | 7            |